# 沼泽侏儒蛛
沼泽侏儒蛛（学名：Meioneta palustris）为皿蛛科侏儒蛛属的动物。在中国大陆，分布于湖北等地，一般栖息于山区沼泽草丛中。该物种的模式产地在湖北。
中國?  不是美國產?